# Schizocosa
Schizocosa là một chi nhện trong họ Lycosidae.

## Hình ảnh

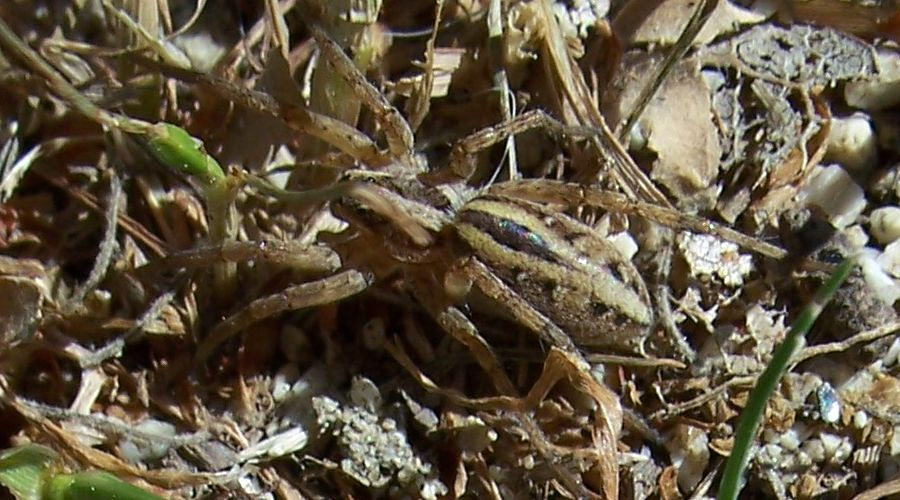
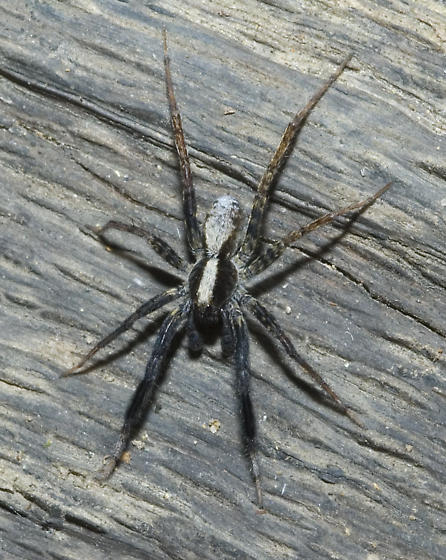